# Дибник
Ди́бник (болг. Дъбник) — село в Бургаській області Болгарії. Входить до складу громади Поморіє.

## Населення
За даними перепису населення 2011 року у селі проживали 775 осіб.
Національний склад населення села:
| Національність   | Кількість осіб | Відсоток |
| ---------------- | -------------- | -------- |
| турки            | 626            | 98,9%    |
| цигани           | 0              | 0%       |
| не визначились   | 4              | 0,6%     |
| Всього відповіли | 633            |          |

Розподіл населення за віком у 2011 році:
Динаміка населення: